# IF Ready
IF Ready är en idrottsförening i Vestre Aker i Oslo i Norge. Den startades 14 juni 1907 av Aage Blom Lorentzen.
Fotbollslaget spelar sina hemmamatcher på Gressbanen i Oslo. Den norske landslagsspelaren Dan Eggen har spelat för klubben.
Herrbandylaget vann sitt första norska mästerskap 1912, och var tillbaka i Eliteserien säsongen 2004/2005. Även dambandylaget har fostrat norska landslagsspelare.
Backhopparen Jon Aaraas är medlem i klubben.

### Fotnoter
1. ↑  ibdb.bandysidan